# Amur
L'Amur (in russo Аму́р?, Amúr; in cinese 黑龍江T, 黑龙江S, Hēilóng JiāngP) è un fiume dell'Asia orientale, fra i maggiori del mondo. Si forma dalla confluenza dei fiumi Šilka e Argun', nella Siberia Orientale, al confine con la Manciuria settentrionale, e raccoglie acque da un bacino idrografico di 1.855.000 km² diviso tra Siberia, Manciuria e Mongolia.
Il nome mongolo Khara-Muren e il nome manciù Sahaliyan Ula significano "fiume nero" e similmente il nome cinese Hēilóng Jiāng significa "fiume del drago nero". Il nome Amur deriverebbe invece dal termine eveno Tamur, che significa "grande fiume".

## Percorso
Il fiume Amur ha origine lungo il confine russo cinese dalla confluenza dei due rami sorgentiferi Šilka e Argun'.

### Alto corso
Per tutto il suo alto corso (i circa 900 km fra il punto di origine e la città di Blagoveščensk) il corso dell'Amur descrive un'amplissima ansa, assumendo direzione dapprima mediamente orientale, successivamente sud-sudest. Scorre nella prima parte di questo tratto fra sponde alte e scoscese; successivamente, la valle si allarga e le sponde si fanno più basse, mentre il fiume assume i caratteri di fiume di pianura con formazione di numerosi meandri. Il maggiore affluente ricevuto nell'alto corso è lo Huma, proveniente dalla destra idrografica.

### Medio corso

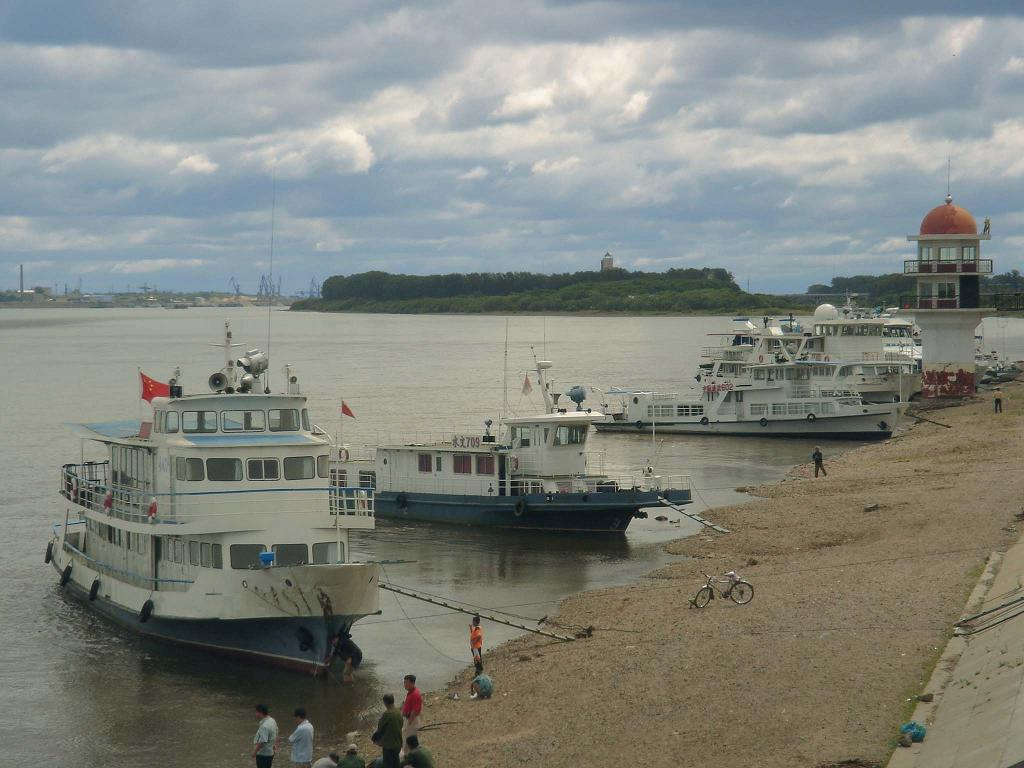
La riva cinese dell'Amur presso Heihe, nella provincia cinese dell'Heilongjiang.

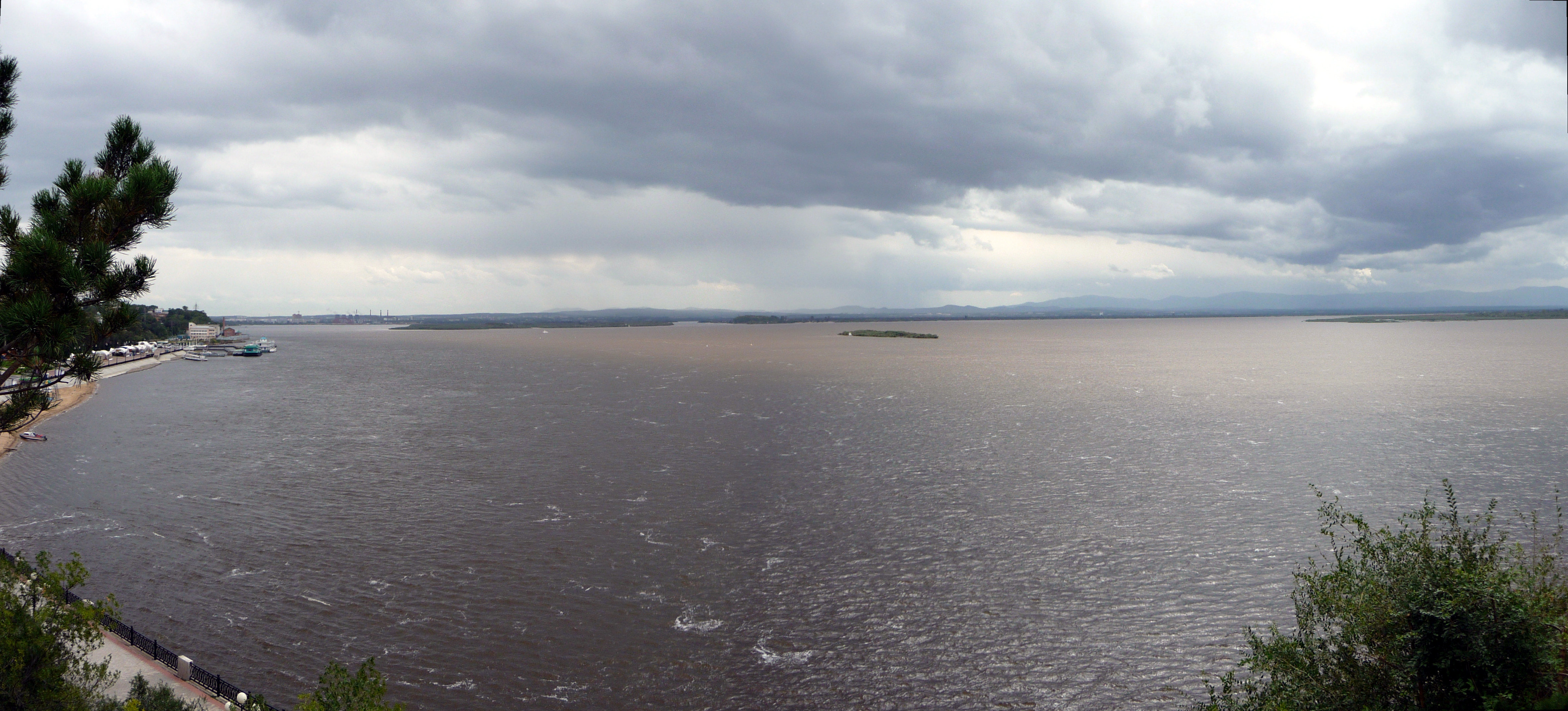
La confluenza dell'Ussuri nell'Amur.

A valle della città di Blagoveščensk e della confluenza dell'importante affluente Zeja il fiume entra nel suo medio corso, prendendo direzione orientale o sudorientale; riceve in questo tratto, oltre alla già citata Zeja, anche alcuni fra i suoi maggiori affluenti: la Bira, la Bureja e la Tunguska dalla sinistra, il Sungari e l'Ussuri dalla destra.
In questa sezione del corso il fiume manifesta le caratteristiche di fiume di pianura: il letto è molto largo, la corrente è lenta, si ha frequente formazione di meandri, isole e bracci laterali; le rive sono piatte e spesso paludose. Una rilevante eccezione si ha nel tratto immediatamente a valle della confluenza della Bureja, in corrispondenza dell'"aggiramento" dei rilievi del Piccolo Khingan, che rimangono sulla destra idrografica; l'ambiente si fa geomorfologicamente più movimentato e di conseguenza la corrente diventa più veloce e tumultuosa, le rive del fiume ritornano ad essere piuttosto alte e scompaiono i rami laterali e le isole.

### Basso corso
Superata la città di Chabarovsk, la più importante dell'intero corso, dove è attraversato dal ponte di Chabarovsk, l'Amur entra nel suo basso corso, assumendo direzione nordorientale; attraversa una vasta zona bassa e occupata da estese paludi, formando molti laghi (fra i maggiori Bolon', Udyl', Orel', Kizi), fino all'incirca alle città di Amursk e, poco più a valle, Komsomol'sk.
Superata quest'ultima città il fiume scorre in una zona selvaggia separando le catene montuose dei monti Sichotė-Alin' e dei monti della Bureja, ricevendo da destra gli affluenti Anjuj e Gur, da sinistra i fiumi Gorin e Limuri; nei pressi del piccolo insediamento di Bogorodskoe piega in direzione nordovest e, ricevuto l'ultimo dei suoi grandi affluenti, l'Amgun', si dirige nuovamente verso est, bagnando Nikolaevsk ed entrando nella sua zona di estuario.
Sfocia nel liman dell'Amur che confina con lo stretto dei Tartari, di fronte alle coste dell'isola di Sachalin, dopo 2.824 chilometri di corso che salgono a 4.440 considerando il più lungo dei suoi rami sorgentiferi, l'Argun'.

### Affluenti
Tabella che riassume gli affluenti di maggior rilievo.

Mappa del bacino idrografico dell'Amur

| Fiume             | Lunghezza | Provenienza idrografica | Distanza dalla foce |
| ----------------- | --------- | ----------------------- | ------------------- |
| Šilka             | 560 km    | sinistra                | 2 824 km            |
| Argun'            | 1 620 km  | destra                  | 2 824 km            |
| Amazar            | 290 km    | sinistra                | 2 780 km            |
| Urka              | 161 km    | sinistra                | 2 764 km            |
| Uruša             | 200 km    | sinistra                | 2 724 km            |
| Ol'doj            | 287 km    | sinistra                | 2 681 km            |
| Emur He           | .. km     | destra                  | .. km               |
| Ol'ga             | 158 km    | sinistra                | 2 406 km            |
| Huma He           | 435 km    | destra                  | .. km               |
| Zeja              | 1 242 km  | sinistra                | 1 936 km            |
| Zavitaja          | 262 km    | sinistra                | 1 763 km            |
| Bureja            | 623 km    | sinistra                | 1 666 km            |
| Archara           | 155 km    | sinistra                | 1 594 km            |
| Bidžan            | 274 km    | sinistra                | .. km               |
| Songhua (Sungari) | 1 925 km  | destra                  | .. km               |
| Bira              | 261 km    | sinistra                | 1 242 km            |
| Ussuri            | 897 km    | destra                  | 966 km              |
| Tunguska          | 86 km     | sinistra                | 950 km              |
| Anjuj             | 393 km    | destra                  | 793 km              |
| Gur               | 349 km    | destra                  | .. km               |
| Gorin             | 390 km    | sinistra                | 546 km              |
| Limuri            | 168 km    | sinistra                | 328 km              |
| Amgun'            | 723 km    | sinistra                | 146 km              |

## Regime

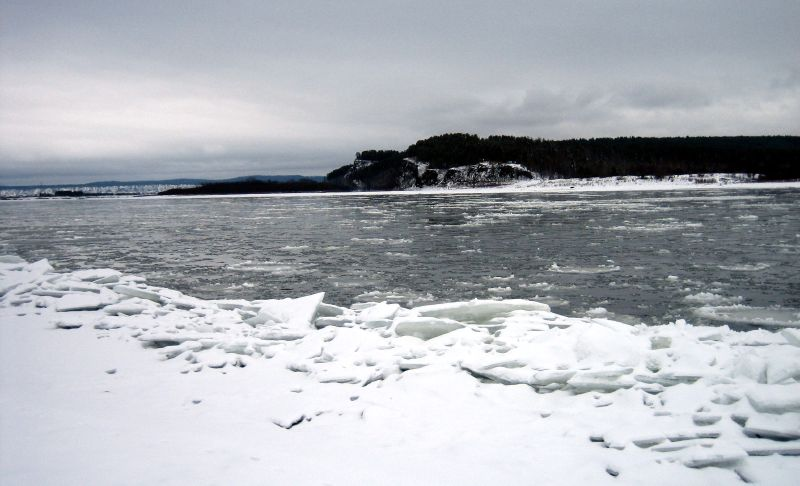
L'Amur nel tardo autunno.

L'Amur manifesta un andamento annuo dei valori di portata d'acqua significativamente diverso da quello della quasi totalità dei fiumi russi e siberiani. Questi ultimi, infatti, sono caratterizzati da un regime tipico (ovviamente con leggere differenze in dipendenza della latitudine e della maggiore o minore aridità) che vede minimi tardo-invernali e dell'inizio della primavera, piene anche abbondanti nella tarda primavera e all'inizio dell'estate, diminuzione della portata in estate, successivo leggero aumento autunnale (a causa della diminuzione dell'evaporazione) che tende poi al successivo minimo invernale.
L'intero bacino del fiume è invece situato in una sezione del continente asiatico che subisce, anche se con intensità variabili da zona a zona, l'influsso del regime monsonico, che provoca un deciso massimo precipitativo estivo contrapposto ad un deciso minimo invernale, stagione nella quale l'Amur congela per tutta la sua lunghezza per periodi che vanno, in media, dai primi di novembre ai primi di maggio nell'alto corso e dalla fine di novembre alla fine di aprile nelle zone pianeggianti del basso corso. La portata tende a salire in occasione del disgelo, crescendo progressivamente con l'avanzare della stagione calda; il livello delle acque sale allora in maniera sensibile, fino addirittura a 15 metri oltre il livello invernale in alcune zone dell'alto e medio corso.
Nella stagione estiva e autunnale l'Amur scarica circa i 2/3 della sua portata annua, che corrisponde a circa 343 km³ (corrispondenti a circa 10.800 m³/s, valore medio alla foce); a Pokrovka, nei pressi del punto di formazione, questo valore è di 868 m³/s, mentre a Chabarovsk sale a circa 7.500.

## Storia
Assicurato alla Russia dalle conquiste di Erofej Pavlovič Chabarov nel 1653, il fiume Amur ha avuto grande importanza politica e militare nella crisi sino-sovietica degli anni sessanta.

## Importanza economica
Fatta eccezione per i sei mesi invernali, l'Amur è interamente navigabile dalla foce fino alla confluenza del Šilka e dell'Argun'. Lo stesso fiume Šilka è navigabile fino alla località russa di Sretensk. Le più importanti città sul suo corso sono Chabarovsk, Komsomol'sk, Blagoveščensk. Il tratto navigabile del fiume consente il trasporto di merci: legname e petrolio sono diretti a occidente, mentre i prodotti russi (soprattutto cereali e macchinari) viaggiano verso est.
Sul corso del fiume sono state costruite 14 dighe, sfruttando un dislivello di più di 15 metri. Tali strutture idroelettriche hanno permesso l'industrializzazione della regione circostante, lo sviluppo dell'agricoltura e hanno consentito anche la regolarizzazione del regime fluviale.
Il settore ittico ha un certo rilievo. L'Amur ospita più di 100 specie di pesci, tra le quali ne figurano due endemiche: lo storione dell'Amur (Acipenser schrenckii) e lo storione kaluga. La loro pesca è più redditizia di quella dei salmoni che giungono dal Pacifico all'inizio dell'autunno.
Nel 2021 nei pressi del villaggio russo di Nižneleninskoe è stato inaugurato il ponte ferroviario di Tongjiang-Nižneleninskoe sul fiume Amur, realizzato per favorire il trasporto di merci tra Russia e Cina.